# Musaranya elefant d'espatlla groga
La musaranya elefant d'espatlla groga (Rhynchocyon chrysopygus) és l'espècie més grossa de totes les musaranyes elefant. És de la mida d'un petit conill i només viu al Parc Nacional d'Arabuko Sokoke, al nord de Mombasa a Kenya. El seu nom es deu al cridaner pèl groc del seu darrere, que contrasta marcadament amb la resta del seu pelatge, que és negre.